# Армянская епархия Яффы
Яффская епархия Иерусалимского патриархата Армянской Апостольской церкви (арм. Հայ Առաքելական եկեղեցու Երուսաղեմի պատրիարքության Յաֆայի թեմ) — упразднённая епархия католикоса Армянской Апостольской церкви в составе Иерусалимского патриархата.

## История
В 1911 году в юрисдикцию Яффской епархии входила территорию Яффской казы Османской империи.
По данным на 1911 год количество верующих данной епархии Армянской Апостольской церкви — 1.000, а количество церквей - 3.